# ميلان بافلوفيتش
ميلان بافلوفيتش (30 ديسمبر 1970 بجمهورية يوغوسلافيا الاشتراكية الاتحادية - ) هو لاعب كرة قدم بوسني في مركز الدفاع. شارك مع منتخب يوغوسلافيا تحت 20 سنة لكرة القدم. أما مع النوادي، فقد لعب مع نادي جيلييزنيتشار ساراييفو وEthnikos Asteras F.C. ‏ وAnagennisi Karditsa ‏ ونادي إيراكليس.

## وصلات خارجية
- ميلان بافلوفيتش على موقع الاتحاد الدولي (مؤرشف)  (الإنجليزية)
- ميلان بافلوفيتش على موقع قاعدة بيانات كرة القدم.إي يو (الإنجليزية)